# Pole (film)
Pole (ang. The Field) – irlandzki dramat filmowy z 1990 roku w reżyserii Jima Sheridana, zrealizowany na podstawie sztuki Johna B. Keane'a. Zdjęcia kręcono głównie w hrabstwie Galway.

## Główne role
- Richard Harris - Bull McCabe
- Sean Bean - Tadgh McCabe
- Frances Tomelty - Wdowa
- Brenda Fricker - Maggie McCabe
- John Hurt - Bird' O’Donnel
- Tom Berenger - Amerykanin

i inni

## Fabuła
Rodzina McCabe’a od lat dzierżawi ziemię. McCabe chce ją kupić, żeby zadbać o przyszłość syna. Wdowa, do której należy ziemia ogłasza licytację. Wydaje się, że McCabe osiągnie cel, ale pojawia się bogaty Amerykanin. Chce on wybudować drogę i również potrzebuje tej ziemi.

## Nagrody i nominacje
Oscary za rok 1990
- Najlepszy aktor – Richard Harris (nominacja)